# كأس الاتحاد الأوروبي 1989–90
كأس الاتحاد الأوروبي 1989–90 (بالإنجليزية: 1989–90 UEFA Cup)‏ هو الموسم التاسع عشر من بطولة كأس الاتحاد الأوروبي. أقيم بمشاركة 64 فريقاً.
حقق يوفنتوس الإيطالي لقب البطولة للمرة الثانية في تاريخه بعد فوزه في النهائي على مواطنه فيورنتينا بنتيجة 3-1 في مجموع المباراتين. وهداف الدوري هو  كارل-هاينتس ريدله مهاجم فيردر بريمن الألماني  بإجمالي 6 أهداف..

## الفرق
شارك في الدوري 2 فريقاً.
| المركز | فريق           | لعب | ف | ت | خ | له | عليه | ف.أ | نقاط | ملاحظة |
| ------ | -------------- | --- | - | - | - | -- | ---- | --- | ---- | ------ |
| 1      | يوفنتوس        |     |   |   |   |    |      |     |      |        |
| 2      | نادي فيورنتينا |     |   |   |   |    |      |     |      |        |

## ترتيب الهدافين
| اللاعب      | النادي            | عدد الأهداف |
| ----------- | ----------------- | ----------- |
| نادي كولن   | Falko Götz ‏       | 6           |
| فيردر بريمن | كارل-هاينتس ريدله | 6           |